# СД Логроньєс
«Сосьєдад Депортіва Логроньес» (ісп. Sociedad Deportiva Logroñés) — іспанський футбольний клуб з міста в Логроньо, автономна спільнота Ла-Ріоха, заснований в 2009 році.

## Історія
Клуб Sociedad Deportiva Logroñés було засновано в 2009 році після серйозних економічних проблем, які призвели до загибелі історичного клубу «КД Логроньєс». 4 червня 2009 року вважається днем заснування клубу.
Новостворена команда розпочала свої виступи регіональних лігах у сезоні 2009/10 років. У своєму дебютному сезоні «Сосьєдад Депортіва» став чемпіоном, отримавши підвищення до Терсери, де опинився у Групі 16.
У своєму першому сезоні у четвертому за рівнем дивізіоні країни команда завершила регулярний сезон на другій позиції, але в плей-оф вилетіла від «Хімнастіки Сеговіана». Наступна кампанія була набагато успішнішою, оскільки «СД Логроньєс» виграв свою групу і вперше в історії вийшов до Сегунди Б. Там команда провела два роки і 2014 року повернулася назад до четвертого дивізіону. У Терсері команда стабільно була серед лідерів, посідаючи виключно 2 або 3 місце у своїй групі.
У сезоні 2019/20 клуб достроково виграв групу 16 Терсери, оскільки турнір було зупинено завчасно у середині березня 2020 року через пандемію COVID-19. Згодом, в липні того ж року, вигравши плей-ой за підвищення у класі, «Логроньєс» повернувся до третього за рівнем іспанського дивізіону.

## Статистика по сезонах
| Сезон   | Рівень | Ліга                  | Місце | Кубок короля |
| ------- | ------ | --------------------- | ----- | ------------ |
| 2009–10 | 5      | Регіональні ліги      | 1     |              |
| 2010–11 | 4      | Терсера Дивізіон      | 2     |              |
| 2011–12 | 4      | Терсера Дивізіон      | 1     |              |
| 2012–13 | 3      | Сегунда Дивізіон Б    | 10    | 2 раунд      |
| 2013–14 | 3      | Сегунда Дивізіон Б    | 17    |              |
| 2014–15 | 4      | Терсера Дивізіон      | 3     |              |
| 2015–16 | 4      | Терсера Дивізіон      | 2     |              |
| 2016–17 | 4      | Терсера Дивізіон      | 3     |              |
| 2017–18 | 4      | Терсера Дивізіон      | 2     |              |
| 2018–19 | 4      | Терсера Дивізіон      | 2     |              |
| 2019–20 | 4      | Терсера Дивізіон      | 1     | 1 раунд      |
| 2020–21 | 3      | Сегунда Дивізіон Б    | 3 / 6 | 1 раунд      |
| 2021–22 | 3      | Прімера Дивізіон КІФФ |       |              |

## Стадіон
«СД Логроньес» проводить домашні матчі на стадіоні «Мундіаль 82», який вміщує 1 500 глядачів.
З 2009 по 2018 рік клуб виступав на стадіоні Лас Гаунас, разом із головними конкурентами, клубом «УД Логроньєс».